# El Níspero
El Níspero è un comune dell'Honduras facente parte del dipartimento di Santa Bárbara.
Il comune venne istituito il 9 maggio 1917 con parte del territorio del comune di Santa Bárbara.